# Impératrice Maria
L’Impératrice Maria (en russe : Императрица Мария, Imperatritsa Maria) est un cuirassé dreadnought construit pour la Marine impériale de Russie, sister-ship de l’Empereur Alexandre III et de l’Impératrice Catherine la Grande de classe Impératrice Maria. L’Impératrice Maria porte la marque de commandement de l'amiral Koltchak. Au cours de la Première Guerre mondiale, ce cuirassé prit part à de nombreuses opérations militaires contre les forces navales allemandes, sous pavillon allemand ou ottoman. En octobre 1916, il effectue vingt-quatre sorties en mer.

## Historique
La construction de l’Impératrice Maria débute le 30 octobre 1911 et il est lancé le 1er novembre 1913. Sa construction presque achevée, le cuirassé mouille dans le port de Sébastopol le 30 juin 1915. Le premier commandant de l’Impératrice Maria est le capitaine de vaisseau Porembsky (Казимир Адольфович Порембский 1872-1933), de 1913 à avril 1916. Porembsky sera fait vice-amiral de Pologne en 1921. 
À la fin de l'année 1915, l’Impératrice Maria prend part à la Première Guerre mondiale, en tant que navire-amiral de la Flotte de la mer Noire. Sous le commandement de l'amiral Koltchak, accompagné des cuirassés Potemkine, Jean Chrysostome et Evstafii, il coule des navires charbonniers turcs. Ces attaques mettent le gouvernement ottoman en grande difficulté. En novembre 1916, le cuirassé assure la protection des mouilleurs de mines russes en opération face à la base des U-Boote de la Marine impériale allemande dans le Bosphore et quatre sous-marins allemands sont détruits devant Varna en Bulgarie. Enfin, l’Impératrice Maria appuie l'infanterie russe qui s'empare de la ville turque de Trébizonde, entre le 5 février et le 18 avril 1916.

### Explosion mystérieuse à bord de l’Impératrice Maria

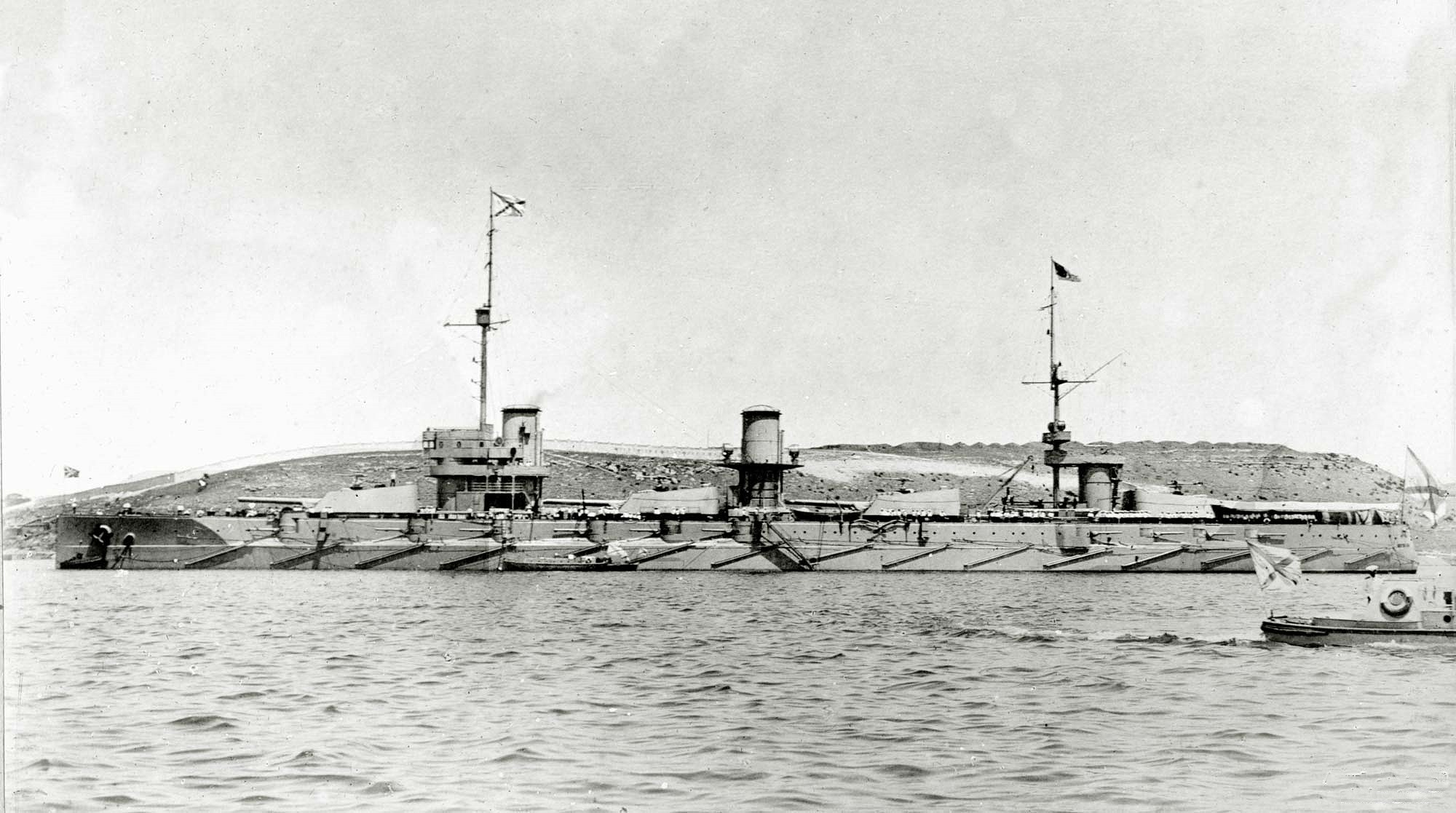
L’Impératrice Maria à Sébastopol

Le matin du 21 octobre 1916, une violente explosion retentit dans toute la ville de Sébastopol. Un gigantesque panache de fumée se répand au-dessus de l’Impératrice Maria dont les superstructures sont projetées vers le ciel, car le cuirassé est la proie des flammes. Cette explosion dont l'origine reste mystérieuse provoque la mort de 225 marins et 85 autres sont grièvement blessés. Une commission d'enquête est nommée afin de découvrir l'origine de l'accident. Celle-ci est incapable de déterminer l'origine exacte de l'explosion. L'enquête officielle conclut à une explosion probablement d'origine accidentelle due à l'inflammation de la poudre noire des munitions, mais le sabotage n'est pas exclu. Ce tragique accident secoue l'opinion publique russe, des décisions sont immédiatement prises pour renflouer l’Impératrice Maria et le remettre en service. Après une complexe opération de renflouement, le cuirassé est mis en cale sèche en mai 1918. Toutefois, le chaos généré par la Révolution russe et la guerre civile russe empêchent toute réparation.
Plusieurs canons de 305 mm de l’Impératrice Maria sont utilisés lors de la défense de Sébastopol (1941-1942) et trois canons sont montés sur des plates-formes ferroviaires.

### Sabotage?
En 1933, au cours de l'enquête sur un sabotage dans le chantier naval de Nikolaïev, la  Guépéou (ГПУ) arrête un agent de renseignement allemand, Victor Vermann, recruté en 1908 par les services secrets de l'Allemagne impériale. Il témoigne de sa participation personnelle dans le sabotage de l’Impératrice Maria.

## Commandants de l’Impératrice Maria
- Casimir Adolfovitch Porembsky
- Alexandre Vassilievitch Koltchak